# Personlig integritet
Personlig integritet är en aspekt av människans värdighet som avser rätten för varje människa att få ha sin egenart och inre sfär respekterad samt att inte utsättas för störande ingrepp. Kränkningar av den personliga integriteten kan ske dels fysiskt (våld, tvång) och dels psykiskt (förnedring, utlämnande av information av privat natur, diskriminering, indoktrinering). Personlig integritet är ett rättsligt begrepp. Den är skyddad genom lag och kränkning av den ses således som ett brott.
| ”                                                             | Ingen får utsättas för godtyckligt ingripande i fråga om privatliv, familj, hem eller korrespondens och inte heller för angrepp på sin heder eller sitt anseende. Var och en har rätt till lagens skydd mot sådana ingripanden och angrepp. | „ |
| – Artikel 12 i FN:s deklaration om de mänskliga rättigheterna | |   |

Individens rätt till integritet faller inom ramarna för mänskliga rättigheterna och åtnjuter ett grundlagsskydd i den svenska regeringsformen 2 kapitlet 6 paragrafen. Även i Europakonventionens artikel 8.1. finns ett rättsligt skydd. Men såväl regeringsformen som Europakonventionen lämnar utrymme för inskränkningar under vissa förutsättningar, exempelvis vid brottsbekämpning.

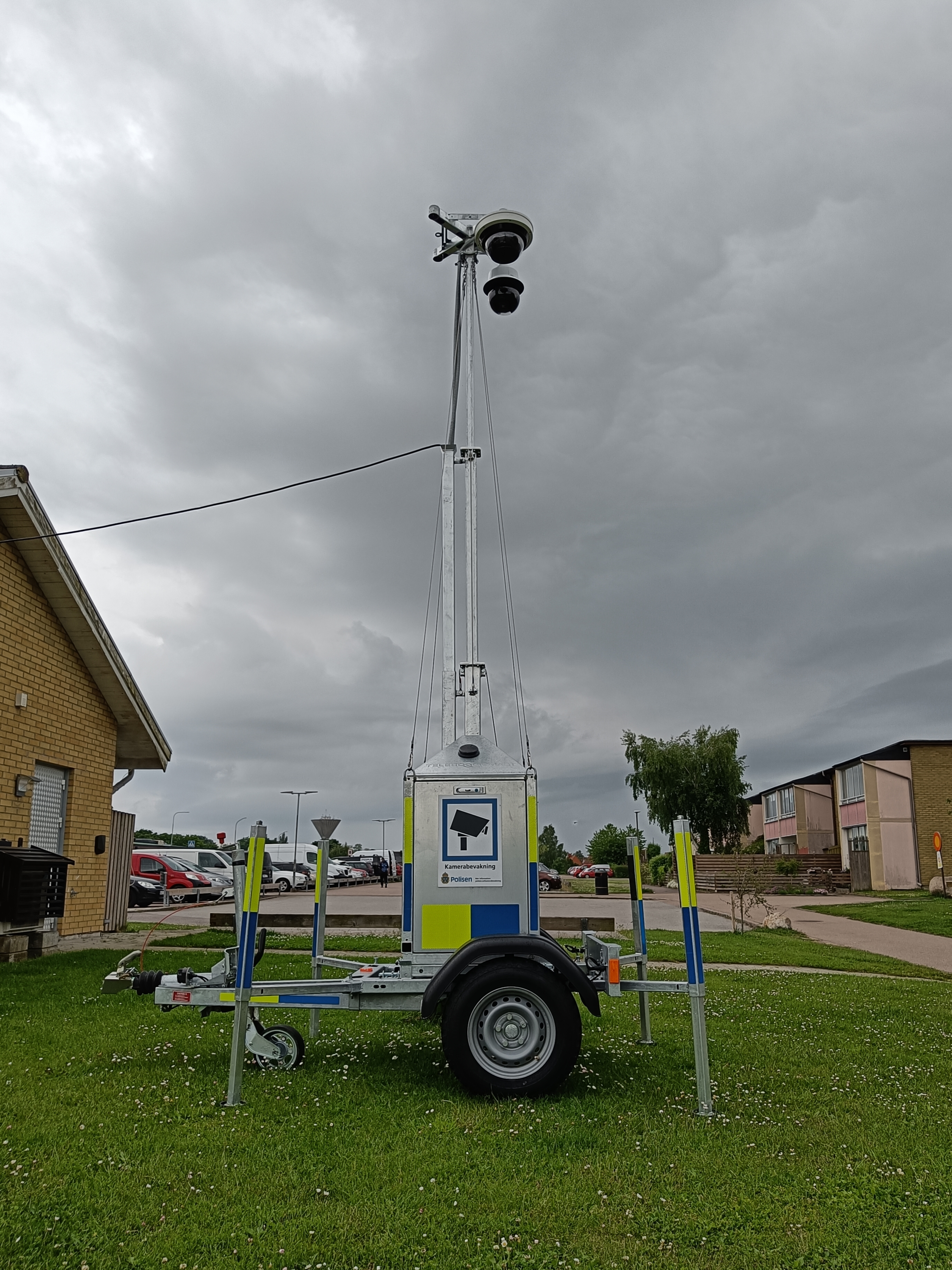
Polisens kamerabevakning är en inskränkning av invånarnas personliga integritet.

Individens förmåga att undandra sig insyn från omgivningen, att ha kontroll över och tilltro till sina konfidentiella kommunikationer, är kopplat till både utvecklandet av självständiga åsikter och den fria åsiktsbildningen. Hela samhället bygger på olika former av integritet och det är av vikt att det upprätthålls. Ett samhälleligt exempel är möjlighet att hålla hemligt vilka vi röstar på i politiska val och därigenom kan upprätthålla ett demokratiskt system där befolkningen kan välja politiska företrädare utan otillbörlig påverkan från andra.
Ett slags skydd för personlig integritet kan sägas komma till uttryck i skyddet av personuppgifter.

## Genetisk integritet
Genetisk integritet skyddas i Sverige i Lagen om genetisk integritet m.m. (SFS 2006:351) och avser begränsningar beträffande rätten för annan att utföra genetisk undersökning eller ta del av genetisk information (med undantag inom hälso- och sjukvården för sådan information som gäller den undersöktes aktuella hälsotillstånd). Undantag görs i lagen även för försäkringsbolag som enligt 2 kap 2 § tillåts att "efterforska eller använda genetisk information  i samband med ingående, ändring eller förnyelse av avtal".